# Genstart (film)
 For alternative betydninger, se Genstart. (Se også artikler, som begynder med Genstart)
Genstart er en dansk dukkefilm fra 2016 instrueret af Tonni Zinck.

## Handling
Alpha-Sok, Hippie-Sok, Pumpe-Sok og Nørde-Sok har én ting tilfælles: en serie af svigt, ydmygelse og misbrug, som deres ejere har udsat dem for. Den hårde start på livet har tvunget dem ud i en lovløs tilværelse på kanten af det samfund, der ser dem som ildelugtende udskud. Da et kup går galt, eskalerer volden og de tvinges til at komme til tåls med de rædsler, der har skabt dem.

## Medvirkende
- Nina Maria Brenholdt
- Laurits Trier Hansen
- Ole Hylling
- Morten Nygaard
- Emil Stricker Pedersen
- Tobias Steinmann
- Sally Maria Valeur